# Gare de Ski
La gare de Ski est une gare ferroviaire norvégienne de la ligne d'Østfold, située sur le territoire de la commune de Ski dans le comté d'Akershus.
Mise en service en 1879, c'est une gare de la Norges Statsbaner (NSB). Elle est distante de 24,31 km d'Oslo.

## Situation ferroviaire
C'est à la gare de Ski que la ligne d'Østfold se sépare en deux : la ligne partant vers l'ouest (la vestre linje) et la ligne partant vers l'est (l'østre linje). La gare de Ski se situe donc entre les gares de Langhus et d'Ås (venstre linje) et de Kråkstad (østre linje).

## Service des voyageurs

### Accueil
C'est une gare sans personnel, mais disposant d'un automate, d'une salle d'attente, d'abris pour les voyageurs sur chacun des deux quais .

### Desserte
Ski est desservie par des trains locaux en direction de Skøyen et de Rakkestad. La gare est aussi desservie par le train régional reliant Oslo à Halden (Göteborg).

### Intermodalités
Un parc de stationnement, de 107 places, pour les véhicules et un parc à vélo y sont aménagés. Un arrêt de bus est situé à 15 min à pied de la gare.